# Dante Lucchesi
Dante Eustachio Lucchesi Ramacciotti (1961)  é um linguista brasileiro conhecido por suas pesquisas em sociolinguística, linguística histórica, contato linguístico e história da linguística.
Graduado em Letras Vernáculas pela Universidade Federal da Bahia (1986), é mestre em Linguística Portuguesa Histórica, pela Universidade de Lisboa (1993), e doutor em Linguística, pela Universidade Federal do Rio de Janeiro (2000; tese : A variação na concordância de gênero em uma comunidade de fala afro-brasileira: novos elementos sobre a formação do português popular do Brasil). 
Foi membro titular do Comitê Assessor de Letras e Linguística do CNPq, de outubro de 2016 a julho de 2019. 
Professor titular aposentado (2021) da Universidade Federal Fluminense, atualmente é professor visitante do Programa da Pós-Graduação em Língua e Cultura da Universidade Federal da Bahia, onde coordena os Projeto Vertentes do Português no Estado da Bahia  e  Estudo da Norma Culta
Escrita.
É autor dos livros Língua e Sociedade Partidas (Contexto, 2015; 2º lugar no Prêmio Jabuti 2016, na Categoria Teoria e Crítica Literária) e Sistema, Mudança e Linguagem (Parábola, 2004). Também é coautor e organizador do livro O Português Afro-Brasileiro (EDUFBA, 2009), além de ter artigos incluídos em diversas coletâneas.